# 土岐頼泰 (高家)
土岐 頼泰（とき よりやす）は、江戸時代前期の高家旗本。土岐頼晴の子で、土岐頼次の玄孫に当たる。頼次流高家土岐家最後の当主。

## 生涯
元禄15年（1702年）7月11日、徳川綱吉に拝謁。9月29日、父の遺跡を継いで700石を知行、弟・頼行に300石を分知し、父に先立って亡くなった兄・頼茂の子・頼盈を養嗣子とする。
堅苦しい役目になじめず、日々酒に溺れたとされる。宝永3年（1706年）6月28日、泥酔して江戸市中を徘徊、小普請・志村金五郎政豊の下僕と商人に斬り付け、負傷させる。これにより、評定所の裁断を受けて大和新庄藩主・永井直圓に預けられる。同年8月18日、日頃の不行跡もあったため改易され、上野国伊勢崎藩主・酒井忠告の元に永預けとなる。宝永5年（1708年）5月、配所で死去、享年不明。これにより頼次流高家土岐家は絶家した。